# Klein Barkau
Klein Barkau là một đô thị thuộc huyện Plön, trong bang Schleswig-Holstein, nước Đức. Đô thị Klein Barkau có diện tích 4,19 km², dân số thời điểm 31 tháng 12 năm 2006 là 257 người.